# Damdubbel i badminton vid olympiska sommarspelen 2020
Damdubbel i badminton vid olympiska sommarspelen 2020 spelades mellan den 24 juli och 2 augusti 2021 i Musashino Forest Sport Plaza i Tokyo i Japan. Totalt 16 par (32 spelare) från 14 nationer deltog.

## Medaljörer
| Gren   | Guld                                      | Silver                        | Brons                                |
| Singel | Greysia Polii, Apriyani Rahayu Indonesien | Chen Qingchen, Jia Yifan Kina | Kim So-yeong, Kong Hee-yong Sydkorea |

## Gruppspel
Gruppspelet spelades mellan den 24 och 28 juli. Vinnaren i varje grupp gick vidare till slutspelet.

### Grupp A
| Pl | Lag                                       | S | V | F | VS | FS | SS | VP  | FP  | PS  | P | Kvalificering                    |
| -- | ----------------------------------------- | - | - | - | -- | -- | -- | --- | --- | --- | - | -------------------------------- |
| 1  | Greysia Polii (INA) Apriyani Rahayu (INA) | 3 | 3 | 0 | 6  | 1  | +5 | 142 | 106 | +36 | 3 | Gick vidare till kvartsfinalerna |
| 2  | Yuki Fukushima (JPN) Sayaka Hirota (JPN)  | 3 | 2 | 1 | 5  | 3  | +2 | 152 | 129 | +23 | 2 | Gick vidare till kvartsfinalerna |
| 3  | Chow Mei Kuan (MAS) Lee Meng Yean (MAS)   | 3 | 1 | 2 | 3  | 4  | −1 | 117 | 136 | −19 | 1 |                                  |
| 4  | Chloe Birch (GBR) Lauren Smith (GBR)      | 3 | 0 | 3 | 0  | 6  | −6 | 86  | 126 | −40 | 0 |                                  |

| Datum   | Tid   | Par 1                         | Resultat | Par 2                         | Set 1 | Set 2 | Set 3 |
| ------- | ----- | ----------------------------- | -------- | ----------------------------- | ----- | ----- | ----- |
| 24 juli | 09:00 | Greysia Polii Apriyani Rahayu | 2–0      | Chow Mei Kuan Lee Meng Yean   | 21–14 | 21–17 |       |
| 24 juli | 20:40 | Yuki Fukushima Sayaka Hirota  | 2–0      | Chloe Birch Lauren Smith      | 21–13 | 21–14 |       |
| 25 juli | 19:20 | Yuki Fukushima Sayaka Hirota  | 2–1      | Chow Mei Kuan Lee Meng Yean   | 17–21 | 21–15 | 21–8  |
| 26 juli | 18:00 | Greysia Polii Apriyani Rahayu | 2–0      | Chloe Birch Lauren Smith      | 21–11 | 21–13 |       |
| 27 juli | 10:40 | Yuki Fukushima Sayaka Hirota  | 1–2      | Greysia Polii Apriyani Rahayu | 22–24 | 21–13 | 8–21  |
| 27 juli | 10:40 | Chow Mei Kuan Lee Meng Yean   | 2–0      | Chloe Birch Lauren Smith      | 21–19 | 21–16 |       |

### Grupp B
| Pl | Lag                                        | S | V | F | VS | FS | SS | VP  | FP  | PS  | P | Kvalificering                    |
| -- | ------------------------------------------ | - | - | - | -- | -- | -- | --- | --- | --- | - | -------------------------------- |
| 1  | Mayu Matsumoto (JPN) Wakana Nagahara (JPN) | 3 | 3 | 0 | 6  | 1  | +5 | 143 | 105 | +38 | 3 | Gick vidare till kvartsfinalerna |
| 2  | Selena Piek (NED) Cheryl Seinen (NED)      | 3 | 2 | 1 | 4  | 3  | +1 | 137 | 111 | +26 | 2 | Gick vidare till kvartsfinalerna |
| 3  | Rachel Honderich (CAN) Kristen Tsai (CAN)  | 3 | 1 | 2 | 4  | 4  | 0  | 150 | 125 | +25 | 1 |                                  |
| 4  | Doha Hany (EGY) Hadia Hosny (EGY)          | 3 | 0 | 3 | 0  | 6  | −6 | 37  | 126 | −89 | 0 |                                  |

| Datum   | Tid   | Par 1                          | Resultat | Par 2                         | Set 1 | Set 2 | Set 3 |
| ------- | ----- | ------------------------------ | -------- | ----------------------------- | ----- | ----- | ----- |
| 24 juli | 18:00 | Mayu Matsumoto Wakana Nagahara | 2–0      | Doha Hany Hadia Hosny         | 21–7  | 21–3  |       |
| 24 juli | 18:40 | Selena Piek Cheryl Seinen      | 2–1      | Rachel Honderich Kristen Tsai | 16–21 | 21–14 | 21–15 |
| 25 juli | 20:00 | Mayu Matsumoto Wakana Nagahara | 2–1      | Rachel Honderich Kristen Tsai | 14–21 | 21–19 | 21–18 |
| 26 juli | 19:20 | Selena Piek Cheryl Seinen      | 2–0      | Doha Hany Hadia Hosny         | 21–6  | 21–10 |       |
| 27 juli | 18:00 | Mayu Matsumoto Wakana Nagahara | 2–0      | Selena Piek Cheryl Seinen     | 24–22 | 21–15 |       |
| 27 juli | 18:40 | Rachel Honderich Kristen Tsai  | 2–0      | Doha Hany Hadia Hosny         | 21–5  | 21–6  |       |

### Grupp C
| Pl | Lag                                          | S | V | F | VS | FS | SS | VP  | FP  | PS  | P | Kvalificering                    |
| -- | -------------------------------------------- | - | - | - | -- | -- | -- | --- | --- | --- | - | -------------------------------- |
| 1  | Lee So-hee (KOR) Shin Seung-chan (KOR)       | 3 | 2 | 1 | 5  | 2  | +3 | 144 | 104 | +40 | 2 | Gick vidare till kvartsfinalerna |
| 2  | Du Yue (CHN) Li Yinhui (CHN)                 | 3 | 2 | 1 | 4  | 2  | +2 | 115 | 91  | +24 | 2 | Gick vidare till kvartsfinalerna |
| 3  | Setyana Mapasa (AUS) Gronya Somerville (AUS) | 3 | 1 | 2 | 2  | 5  | −3 | 91  | 136 | −45 | 1 |                                  |
| 4  | Maiken Fruergaard (DEN) Sara Thygesen (DEN)  | 3 | 1 | 2 | 3  | 5  | −2 | 138 | 157 | −19 | 1 |                                  |

Placeringen avgjordes på inbördes möten (Sydkorea 1–Kina 0; Australien 1–Danmark 0).
| Datum   | Tid   | Par 1                           | Resultat | Par 2                            | Set 1 | Set 2 | Set 3 |
| ------- | ----- | ------------------------------- | -------- | -------------------------------- | ----- | ----- | ----- |
| 24 juli | 11:00 | Du Yue Li Yinhui                | 2–0      | Maiken Fruergaard Sara Thygesen  | 21–13 | 21–15 |       |
| 24 juli | 18:40 | Lee So-hee Shin Seung-chan      | 2–0      | Setyana Mapasa Gronya Somerville | 21–9  | 21–6  |       |
| 25 juli | 13:20 | Lee So-hee Shin Seung-chan      | 1–2      | Maiken Fruergaard Sara Thygesen  | 21–15 | 19–21 | 20–22 |
| 26 juli | 20:00 | Du Yue Li Yinhui                | 2–0      | Setyana Mapasa Gronya Somerville | 21–9  | 21–12 |       |
| 27 juli | 11:20 | Maiken Fruergaard Sara Thygesen | 1–2      | Setyana Mapasa Gronya Somerville | 19–21 | 21–13 | 12–21 |
| 27 juli | 20:00 | Lee So-hee Shin Seung-chan      | 2–0      | Du Yue Li Yinhui                 | 21–19 | 21–12 |       |

### Grupp D
| Pl | Lag                                                     | S | V | F | VS | FS | SS | VP  | FP  | PS  | P | Kvalificering                    |
| -- | ------------------------------------------------------- | - | - | - | -- | -- | -- | --- | --- | --- | - | -------------------------------- |
| 1  | Chen Qingchen (CHN) Jia Yifan (CHN)                     | 3 | 3 | 0 | 6  | 1  | +5 | 145 | 100 | +45 | 3 | Gick vidare till kvartsfinalerna |
| 2  | Kim So-yeong (KOR) Kong Hee-yong (KOR)                  | 3 | 2 | 1 | 5  | 3  | +2 | 161 | 158 | +3  | 2 | Gick vidare till kvartsfinalerna |
| 3  | Gabriela Stoeva (BUL) Stefani Stoeva (BUL)              | 3 | 1 | 2 | 3  | 5  | −2 | 147 | 156 | −9  | 1 |                                  |
| 4  | Jongkolphan Kititharakul (THA) Rawinda Prajongjai (THA) | 3 | 0 | 3 | 1  | 6  | −5 | 106 | 145 | −39 | 0 |                                  |

| Datum   | Tid   | Par 1                          | Resultat | Par 2                                       | Set 1 | Set 2 | Set 3 |
| ------- | ----- | ------------------------------ | -------- | ------------------------------------------- | ----- | ----- | ----- |
| 24 juli | 11:40 | Chen Qingchen Jia Yifan        | 2–0      | Jongkolphan Kititharakul Rawinda Prajongjai | 21–6  | 21–10 |       |
| 24 juli | 11:40 | Kim So-yeong Kong Hee-yong     | 2–1      | Gabriela Stoeva Stefani Stoeva              | 21–23 | 21–12 | 23–21 |
| 25 juli | 10:40 | Kim So-yeong Kong Hee-yong     | 2–0      | Jongkolphan Kititharakul Rawinda Prajongjai | 21–19 | 24–22 |       |
| 26 juli | 13:20 | Chen Qingchen Jia Yifan        | 2–0      | Gabriela Stoeva Stefani Stoeva              | 21–18 | 21–15 |       |
| 27 juli | 12:00 | Chen Qingchen Jia Yifan        | 2–1      | Kim So-yeong Kong Hee-yong                  | 19–21 | 21–16 | 21–14 |
| 27 juli | 19:20 | Gabriela Stoeva Stefani Stoeva | 2–1      | Jongkolphan Kititharakul Rawinda Prajongjai | 21–11 | 16–21 | 21–17 |

## Slutspel
Kvartsfinalerna spelades den 29 juli, semifinalerna den 31 juli och finalen den 2 augusti 2021.
|  | Kvartsfinaler | Kvartsfinaler                              | Kvartsfinaler                          | Kvartsfinaler                       | Kvartsfinaler |                                          |    | Semifinaler                               | Semifinaler | Semifinaler | Semifinaler | Semifinaler |            |    | Final | Final                                     | Final | Final | Final | Final | Final |
|  |               |                                            |                                        |                                     |               |                                          |    |                                           |             |             |             |             |            |    |       |                                           |       |       |       |       |       |
|  | A1            | Greysia Polii (INA) Apriyani Rahayu (INA)  | 21                                     | 20                                  | 21            |                                          |    |                                           |             |             |             |             |            |    |       |                                           |       |       |       |       |       |
|  | C2            | Du Yue (CHN) Li Yinhui (CHN)               | 15                                     | 22                                  | 17            |                                          |    |                                           |             |             |             |             |            |    |       |                                           |       |       |       |       |       |
|  | C2            | Du Yue (CHN) Li Yinhui (CHN)               | 15                                     | 22                                  | 17            |                                          | A1 | Greysia Polii (INA) Apriyani Rahayu (INA) | 21          | 21          |             |             |            |    |       |                                           |       |       |       |       |       |
|  |               |                                            |                                        |                                     |               |                                          | A1 | Greysia Polii (INA) Apriyani Rahayu (INA) | 21          | 21          |             |             |            |    |       |                                           |       |       |       |       |       |
|  |               | C1                                         | Lee So-hee (KOR) Shin Seung-chan (KOR) | 19                                  | 17            |                                          |    |                                           |             |             |             |             |            |    |       |                                           |       |       |       |       |       |
|  | C1            | C1                                         | Lee So-hee (KOR) Shin Seung-chan (KOR) | 19                                  | 17            | Lee So-hee (KOR) Shin Seung-chan (KOR)   | 21 | 21                                        |             |             |             |             |            |    |       |                                           |       |       |       |       |       |
|  | C1            |                                            |                                        |                                     |               | Lee So-hee (KOR) Shin Seung-chan (KOR)   | 21 | 21                                        |             |             |             |             |            |    |       |                                           |       |       |       |       |       |
|  | B2            | Selena Piek (NED) Cheryl Seinen (NED)      | 8                                      | 17                                  |               |                                          |    |                                           |             |             |             |             |            |    |       |                                           |       |       |       |       |       |
|  |               |                                            |                                        |                                     |               |                                          |    |                                           |             |             |             |             |            |    | A1    | Greysia Polii (INA) Apriyani Rahayu (INA) | 21    | 21    |       |       |       |
|  |               |                                            | D1                                     | Chen Qingchen (CHN) Jia Yifan (CHN) | 19            | 15                                       |    |                                           |             |             |             |             |            |    |       |                                           |       |       |       |       |       |
|  | D2            | Kim So-yeong (KOR) Kong Hee-yong (KOR)     | 21                                     | 14                                  | 28            |                                          |    |                                           |             |             |             |             |            |    |       |                                           |       |       |       |       |       |
|  | B1            | Mayu Matsumoto (JPN) Wakana Nagahara (JPN) | 14                                     | 21                                  | 26            |                                          |    |                                           |             |             |             |             |            |    |       |                                           |       |       |       |       |       |
|  | B1            | Mayu Matsumoto (JPN) Wakana Nagahara (JPN) | 14                                     | 21                                  | 26            |                                          | D2 | Kim So-yeong (KOR) Kong Hee-yong (KOR)    | 15          | 11          |             |             |            |    |       |                                           |       |       |       |       |       |
|  |               |                                            |                                        |                                     |               |                                          | D2 | Kim So-yeong (KOR) Kong Hee-yong (KOR)    | 15          | 11          |             |             |            |    |       |                                           |       |       |       |       |       |
|  |               | D1                                         | Chen Qingchen (CHN) Jia Yifan (CHN)    | 21                                  | 21            |                                          |    |                                           | Bronsmatch  | Bronsmatch  | Bronsmatch  | Bronsmatch  | Bronsmatch |    |       |                                           |       |       |       |       |       |
|  | A2            | D1                                         | Chen Qingchen (CHN) Jia Yifan (CHN)    | 21                                  | 21            | Yuki Fukushima (JPN) Sayaka Hirota (JPN) | 21 | 10                                        | Bronsmatch  | Bronsmatch  | Bronsmatch  | Bronsmatch  | Bronsmatch | 10 |       |                                           |       |       |       |       |       |
|  | A2            |                                            |                                        |                                     |               | Yuki Fukushima (JPN) Sayaka Hirota (JPN) | 21 | 10                                        |             |             |             |             |            | 10 |       |                                           |       |       |       |       |       |
|  | D1            | Chen Qingchen (CHN) Jia Yifan (CHN)        | 18                                     | 21                                  | 21            |                                          |    |                                           |             |             |             |             |            |    | C1    | Lee So-hee (KOR) Shin Seung-chan (KOR)    | 10    | 17    |       |       |       |
|  |               |                                            |                                        |                                     |               |                                          |    |                                           |             |             |             |             |            |    | D2    | Kim So-yeong (KOR) Kong Hee-yong (KOR)    | 21    | 21    |       |       |       |